# Aaron Augustus Sargent
Aaron Augustus Sargent (Newburyport, Massachusetts, 28 de setembro de 1827 - San Francisco, 14 de agosto de 1887) foi um jornalista, político, diplomata e advogado dos Estados Unidos.
Foi senador pelo estado da Califórnia (1873–1879), pertenceu ao Partido Republicano. Ocupou o cargo de embaixador na Alemanha (1882–1884).